# Donji Prnjarovec
Donji Prnjarovec je naseljeno mjesto u Republici Hrvatskoj u Zagrebačkoj županiji. 

## Zemljopis
Administrativno je u sastavu općine Križ. Naselje se proteže na površini od 2,87 km².

## Stanovništvo
Prema popisu stanovništva iz 2001. godine u Donjem Prnjarovcu živi 66 stanovnika i to u 26 kućanstava. Gustoća naseljenosti iznosi 23 st./km².
| broj stanovnika |       |       |       |       | 152   | 177   | 185   | 186   | 231   | 226   | 213   | 132   | 97    | 70    | 66    | 71    | 58    |
|                 | 1857. | 1869. | 1880. | 1890. | 1900. | 1910. | 1921. | 1931. | 1948. | 1953. | 1961. | 1971. | 1981. | 1991. | 2001. | 2011. | 2021. |